# آتاکاماتیتان
آتاکاماتیتان(نام علمی: Atacamatitan) نام یک گونه از تایتاناسور است.